# Mopelope Obayemi
Mopelope Obayemi est une athlète nigériane.

## Carrière
Mopelope Obayemi est médaillée de bronze du 80 mètres haies aux Jeux africains de 1965 à Brazzaville.